# Bartstreif

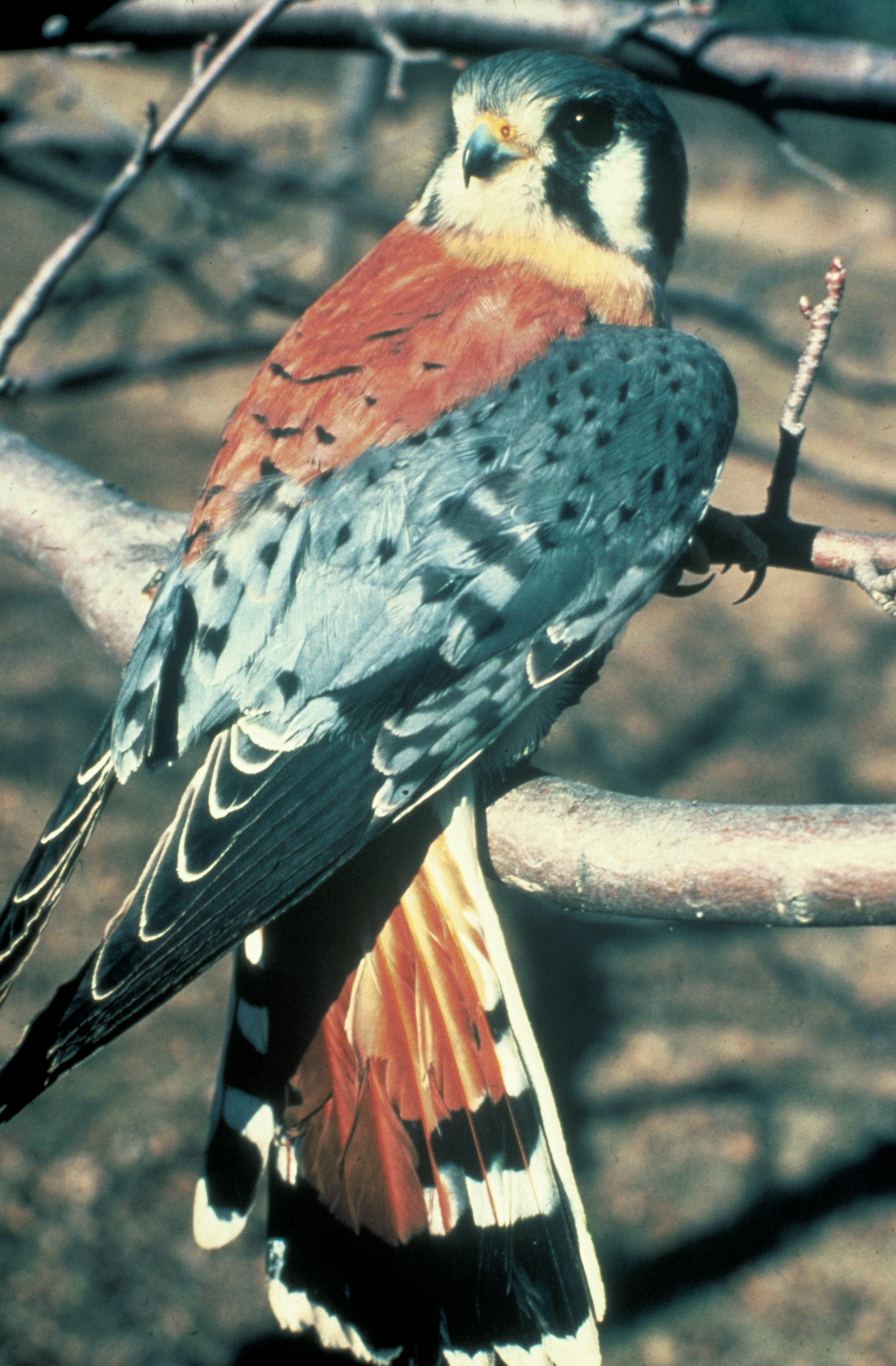
Bartstreif beim Buntfalken (Falco sparverius)

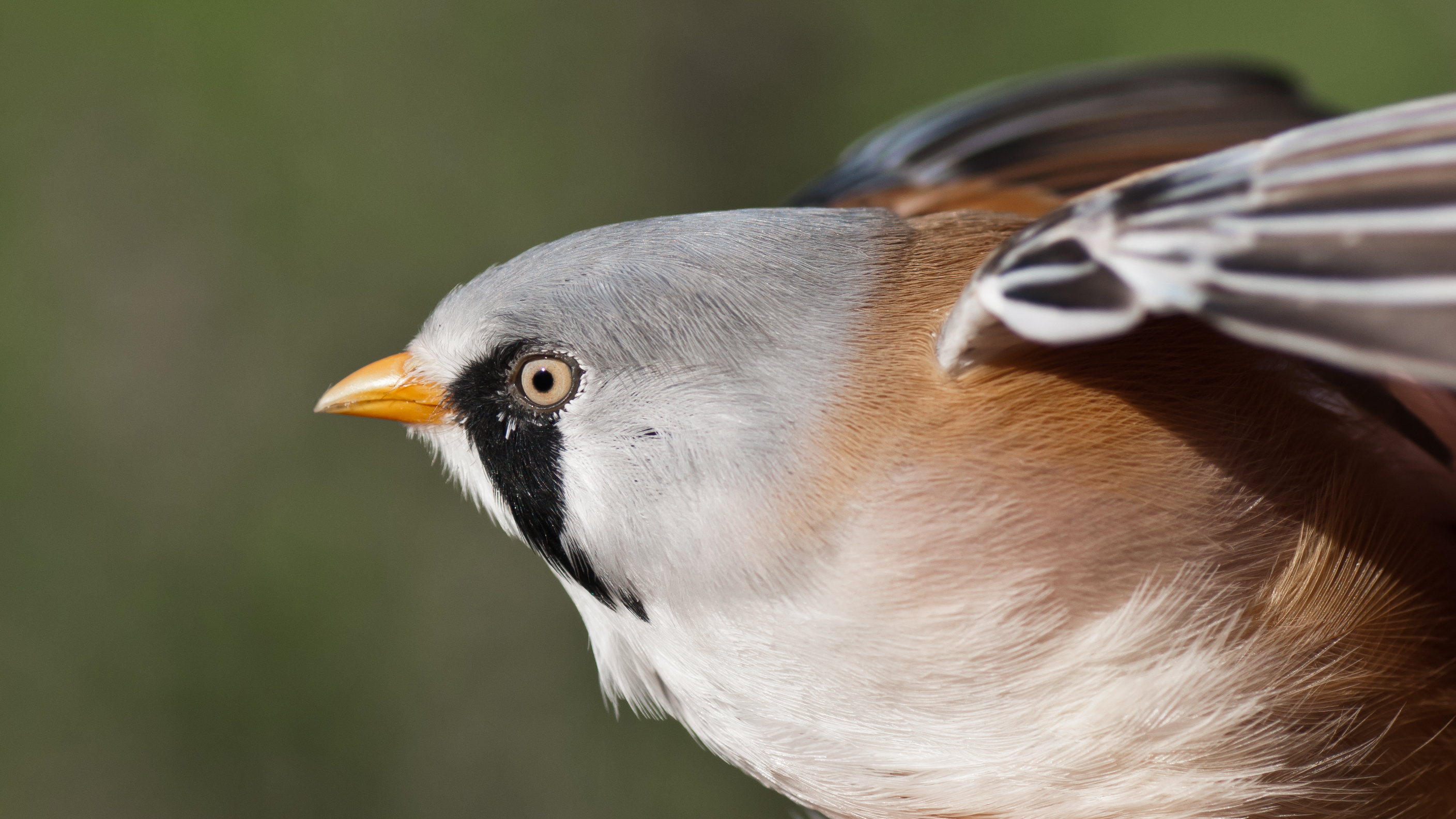
Porträt einer männlichen Bartmeise mit markantem schwarzen Bartstreif

Der Bartstreif bezeichnet eine unterschiedlich gefärbte, dunkle Federpartie in der Wangenregion verschiedener Vögel. Der Bartstreif setzt an der Basis des Unterschnabels oder am unteren Augenrand  an und verläuft, sich meist verjüngend, zuweilen sich auch zum Nacken hin aufbiegend, über die Wange. Er liegt dabei zwischen Kinn- und Wangenstreif, so solche vorhanden sind. Viele Vogelarten, wie zum Beispiel Falken, Spechte und auch einige Singvogelarten weisen einen Bartstreif auf. Besonders deutlich ist der Bartstreif bei der Bartmeise. Für einige Arten ist diese Federzeichnung namensgebend (Bartstreif-Baumsteiger (Xiphorhynchus chunchotambo), Bartstreif-Nonnentyrann (Xolmis cinereus), Bartstreif-Zaunkönig (Pheugopedius mystacalis), Bartstreif-Zwergtimalie (Malacopteron magnirostre)).